# Communauté de communes de Petite-Terre
Die Communauté de communes de Petite-Terre ist ein Gemeindeverband mit der Rechtsform einer Communauté de communes im französischen Überseedépartement Mayotte. Sie wurde am 30. Dezember 2014 gegründet und umfasst zwei Gemeinden. Der Sitz befindet sich in Pamandzi.

## Mitgliedsgemeinden
| Gemeinde                               | Einwohner 1. Januar 2022 | Fläche km² | Dichte Einw./km² | Code INSEE | Postleitzahl |
| -------------------------------------- | ------------------------ | ---------- | ---------------- | ---------- | ------------ |
| Dzaoudzi                               | 17.831                   | 7,87       | 2.266            | 97608      | 97615        |
| Pamandzi                               | 11.442                   | 4,24       | 2.699            | 97615      | 97610        |
| Communauté de communes de Petite-Terre | 29.273                   | 12,11      | 2.417            | –          | –            |